# Der Ring der Niegelungen
Der Ring der Niegelungen (Originaltitel What’s Opera, Doc?) ist ein US-amerikanischer Zeichentrickkurzfilm aus dem Jahr 1957. Er ist eine der Produktionen um die Figuren Bugs Bunny und Elmer Fudd. Letzterer nimmt dabei die Rolle von Siegfried dem Drachentöter ein, der auf der Jagd nach Hasen ist. Bugs versucht, ihn zu überlisten, indem er sich als Walküre Brünhild ausgibt.
Der Ring der Niegelungen stammt von Chuck Jones, der oft Kurzfilme mit den beiden Charakteren drehte. Die Handlung ist eine Parodie des Opernzyklus Der Ring des Nibelungen von Richard Wagner. Im Film sind jedoch nur wenige Musikstücke aus den Nibelungen zu hören, dafür aber welche aus anderen Werken des Komponisten. Auch die eigentliche Handlung weist abgesehen von den humoristischen Einlagen einige Unterschiede zur Vorlage auf, beispielsweise hinsichtlich der Beziehung zwischen Siegfried und Brünhild.
Der Film wurde in den USA erstmals 1957 im Kino veröffentlicht. Er gilt in der Gegenwart unter Animationshistorikern und Filmkritikern nicht nur als Jones’ beste Arbeit, sondern auch als Klassiker des Zeichentrickfilms. In Deutschland wird er seit den 2000er Jahren regelmäßig im Fernsehen ausgestrahlt.

## Handlung
Ein Mann von scheinbar riesiger, kräftiger Gestalt lässt es auf einem Berg stehend gewittern. In Wahrheit ist er der eher schmächtige Elmer Fudd, der Siegfried den Drachentöter darstellt. Im Rezitativ erzählt er davon, mithilfe seines Speers und magischen Helms einen Hasen jagen zu wollen. Als Elmer den Bau seines Erzfeinds Bugs Bunny findet, sticht er mit dem Speer hinein, während er seinen Standardsatz Tötet den Hasen spricht. Bugs steigt währenddessen aus einem anderen Loch und fragt Elmer wie so oft Is’ was, Doc? Danach verspottet er dessen Waffen und Rüstung, worauf Elmer erneut Gewitterwolken erzeugt. Bugs ergreift daraufhin die Flucht und wird von Elmer verfolgt.
Elmer beendet augenblicklich seine Suche nach Bugs, als er auf die Walküre Brünhild trifft. Die beiden reiten auf Brünhilds stark übergewichtiger Stute davon, tanzen anschließend in einem Wald ein Ballett und singen im Duett ein Liebeslied. An einem Gartenpavillon findet ihre Liebe ein jähes Ende, als Brünhild in Elmers Armen liegend die Perücke runterrutscht und sich herausstellt, dass sie ein verkleideter Bugs ist. Daraufhin zieht Bugs Elmers Helm weit herunter, dass er auf dessen Kopf festsitzt, und sucht das Weite.
Nachdem Elmer seinen Helm wieder gerade gerückt hat, gerät er in Rage und erzeugt Blitze, Taifune, Hurrikane, Erdbeben und Smog, um Bugs zu töten. Der Hase ist in der Zwischenzeit auf einen Berg geklettert, der durch das Unwetter zerstört wird. Elmer eilt erfreut zu den Ruinen, als er Bugs’ leblosen Körper auf einem Stein liegend findet. Elmer bereut seine Tat zutiefst und trägt die Leiche weinend den Berg in Richtung eines Lichts hoch. In der letzten Szene blickt Bugs in die Kamera und fragt die Zuschauer, ob sie am Ende einer Oper wirklich ein Happy End erwartet haben, ehe er sich wieder tot stellt.

## Produktion

### Entstehung
Der Trickfilmregisseur Chuck Jones, der in seiner Karriere etliche Filme für die Looney-Tunes-Serie von Warner Bros. drehte, hatte bei seiner Arbeit eine Vorliebe für Parodien von klassischer Musik und Opern. So veröffentlichte er im Jahr 1950 Der Hase von Sevilla, in dem sich Bugs Bunny und Elmer Fudd in einer Aufführung von Der Barbier von Sevilla wiederfinden. Ein Grund hierfür war unter anderem die von ihm angestrebte Verspottung des Spielfilms Fantasia von 1940. Die Produktion des Warner-Konkurrenten Disney bestand aus mehreren Realfilm- und Zeichentrickszenen, die von klassischen Musikstücken begleitet wurden. Die Anfangsszene von Der Ring der Niegelungen, in der es der vermeintlich monströse Elmer gewittern lässt, ist daher nach Einschätzung einiger Animationshistoriker eine Anspielung auf eine Fantasia-Sequenz. In der Szene spielt im Hintergrund als einziges Musikstück im Jones-Film, das nicht von Richard Wagner stammt, Eine Nacht auf dem kahlen Berge. Dieselbe Musik ist in Fantasia zu hören, wenn der Dämon Cherabog erscheint. Das Drehbuch zum Film schrieb der Autor Michael Maltese, mit dem Jones häufiger zusammenarbeitete. Maltese hatte mehr als zehn Jahre zuvor das Skript für den Propagandafilm Herr Meets Hare verfasst. In einer Szene verkleidete sich Bugs als Brünhild, ritt auf einem Schimmel und verführte Elmer, der mit seiner kräftigen Statur eine Karikatur von Hermann Göring darstellte.
Die ersten Entwürfe von Der Ring der Niegelungen fertigte der Animator Ernie Nordli an, der kurz nach Beginn der Produktionsphase Warner Bros. verließ und zu Disney wechselte. Jones fand als Ersatz Maurice Noble, der seinerseits bei Disney kündigte. Noble arbeitete mit Jones bereits während des Zweiten Weltkriegs an der Propaganda-Zeichentrickreihe Private Snafu zusammen. Er ersetzte Nordlis nach seiner Einschätzung „fantasielose und langweilige“ Skizzen vollständig durch seine eigenen, die er als „gigantisch, ultrapathetisch und prachtvoll“ bezeichnete. Von Warner Bros. erhielt Jones für die Fertigstellung die übliche Frist von fünf Wochen. Der Regisseur wusste, dass das für Der Ring der Niegelungen nicht ausreichen würde. Deswegen ließ er seine Zeichner falsche Arbeitspläne erstellen. Warner Bros. ließen sie so im Glauben, zusätzlich einen neuen Teil der beliebten Road-Runner-Reihe zu entwerfen. Das Studio gab Jones für diesen Film ebenfalls fünf Wochen, er hatte also für beide Produktionen zehn Wochen Zeit. Weil das Team mit der Produktion der Road Runner-Kurzfilme sehr vertraut war, brauchte es für dessen Anfertigung lediglich drei Wochen. Da Jones für Der Ring der Niegelungen nun sieben Wochen zur Verfügung hatte, konnten die Dreharbeiten beginnen.

### Dreharbeiten
Nach der Fristverlängerung fingen die Zeichner mit ihrer Arbeit an Der Ring der Niegelungen an. Maltese hatte in seinem Drehbuch die Szene aus Herr Meets Hare übernommen, in der Bugs und Elmer verliebt miteinander tanzen. Die Zeichner sahen sich vor der Anfertigung dieser Sequenz Aufführungen des populären Balletttänzerpaars Tatjana Michailowna Rjabuschinskaja und David Lichine an. Die Eheleute waren zu dieser Zeit oft als Referenzmodelle für Disney-Zeichentrickproduktionen tätig, unter anderem bei Fantasia und Make Mine Music. Für die nachfolgende Szene, in der Bugs und Elmer singen, verfasste Maltese ein Duett mit dem Titel Return my Love, das den für damalige Liebeslieder typischen sentimentalen Text parodierte.
Sprecher in der Produktion waren Mel Blanc und Arthur Q. Bryan, die Stammstimmen der Figuren Bugs und Elmer. In der Schlüsselszene, in der Elmer mehrere Naturgewalten heraufbeschwört, ist beim kräftigsten Ausruf Smog! Blanc statt Bryan zu hören. Der Ring der Niegelungen war der vorletzte Elmer-Fudd-Kurzfilm mit Bryan in der Hauptrolle, der noch vor Veröffentlichung des darauffolgenden Das Interview starb.
Der Film unterscheidet sich in zwei Aspekten von den meisten Bugs-Bunny-Filmen. Laut Jones war die Anzahl der Schnitte mit 104 für einen Zeichentrickkurzfilm überdurchschnittlich hoch. Zudem ist Der Ring der Niegelungen neben Elmers Rache und Hasentausch von 1955 eine der wenigen Produktionen mit Bugs Bunny, in denen Elmer gegen ihn gewinnt.

### Unterschiede zur Vorlage
Im Film gibt es von den parodistischen Elementen abgesehen weitere wesentliche Unterschiede zur Vorlage. Zum einen sind die Rollen von Siegfried und Brünhild vertauscht. In Wagners Götterdämmerung lässt sie ihn aus Rache ermorden, verfällt allerdings nach seinem Tod in tiefe Trauer und Reue. Zum anderen ist das Pferd Grani in der Oper weder eine Stute noch übergewichtig. Das weibliche Geschlecht und der runde Körperbau des Tiers sind eine Anlehnung an den in den Vereinigten Staaten bekannten Stereotyp der kräftig gebauten Opernsängerin, vor allem in Klassikern wie Werken von Wagner. Laut Jones sei es unmöglich gewesen, den als Brünhild verkleideten Bugs dem Klischee gemäß zu gestalten, weswegen sich das Animationsteam entschied, stattdessen das Pferd wie eine korpulente Frau aussehen zu lassen.
Jones’ Behauptung, wonach in Der Ring der Niegelungen der gesamte Der-Ring-des-Nibelungen-Zyklus auf sechs Minuten heruntergetrimmt wurde, ist musikalisch gesehen nicht korrekt. Aus dieser Tetralogie sind lediglich zwei Kompositionen zu hören. Elmer spricht zur Melodie des Walkürenritts aus Die Walküre Tötet den Hasen und schwört die Naturgewalten herauf, die Bugs das Leben kosten. Bugs’ spöttische Ausführungen, als er Elmer in seiner Rüstung sieht, haben dieselbe Melodie wie Siegfrieds Leitmotiv aus der gleichnamigen Oper. Dafür finden sich im Film Musikstücke aus anderen Wagner-Werken. Als Elmer Bugs erstmals mit seinen Blitzen bedroht, ist die Ouvertüre aus Der fliegende Holländer zu hören, in der anschließenden Verfolgungsszene die Rienzi-Ouvertüre. Später tanzen Bugs und Elmer das Venusberg-Ballett aus Tannhäuser und der Sängerkrieg auf Wartburg. Das Liebeslied, das die beiden danach gemeinsam singen, hat die Melodie des Pilgerchors aus derselben Oper. Als letzte Wagner-Komposition spielt die Tannhäuser-Ouvertüre, zu der Elmer den „toten“ Bugs wegträgt.

### Titel
Der Originaltitel What’s Opera, Doc? ist ein Wortspiel und spielt auf Bugs’ bekannten, meistens an Elmer gerichteten Ausspruch What’s Up, Doc? an. Die Herkunft des deutschen Titels ist nicht offiziell bekannt, könnte sich jedoch auf alte, spöttische Bezeichnungen für den Nibelungen-Zyklus beziehen. 1876, im Jahr der Uraufführung von Wagners komplettem Ring-Zyklus, verfasste Paul Gisbert mit Der Ring der nie gelungen. Cricrilogie äusserst frei nach R. Wagner’s Der Ring des Nibelungen eine Parodie von Wagners Werk. In diesem entstammen die Figuren nicht der germanischen Mythologie, sondern sind Unternehmer verschiedener Branchen im Hintergrund des österreichischen Gründerkrachs von 1873. Zudem finden sich in Musiklexikon von Professor K. Lauer, einem vom Musikwissenschaftler Heinrich Simon im Jahr 1892 herausgegebenen, humoristischen Musiklexikon, in Bezug auf Wagner die Stichwörter Der Ring, der nie gelungen sowie Niegelungen-Trilogie. Letztere Bezeichnung stammte aus einer Nibelungen-Zeitungsrezension von 1874, wurde allerdings bereits 20 Jahre davor erfunden. Sie bezog sich ursprünglich auf die 1854 uraufgeführte Oper Die Nibelungen von Heinrich Dorn.

## Veröffentlichung
In den Vereinigten Staaten erschien Der Ring der Niegelungen erstmals am 6. Juli 1957 in den Kinos. Zudem war er ein Teil sowohl des im September 1979 im Kino veröffentlichten Kompilationsfilms Bugs Bunnys wilde, verwegene Jagd als auch des Fernseh-Kompilationsfilms Bugs Bunnys Katastrophen-Ouvertüre aus dem Jahr 1991. Weiterhin erschien die Produktion in den USA seit 1984 innerhalb von Looney Tunes-Kompilationen mehrmals auf VHS, Laserdisc, DVD und Blu-ray Disc. Daneben ist sie bei einigen Streamingdiensten abrufbar.
In Deutschland wurde Der Ring der Niegelungen ebenfalls auf mehreren Blu-ray- und DVD-Kollektionen veröffentlicht. Im Fernsehen wurde er zuerst in den frühen 1980er-Jahren innerhalb der Serie Mein Name ist Hase im ZDF und später innerhalb der Serie Bugs Bunny und Looney Tunes seit 2006 in unregelmäßigen Abständen auf den Sendern Kabel eins, Boomerang, Super RTL und Toggo plus ausgestrahlt. Zudem war er als Teil von Bugs Bunnys wilde, verwegene Jagd von 1999 bis 2016 gelegentlich auf ProSieben, Super RTL und Boomerang zu sehen. Daneben zeigte ihn Boomerang im Jahr 2013 innerhalb der Starparade, einer Zeichentrick-Kurzfilmreihe, drei Mal. In der alten Synchronfassung sprachen Gerd Vespermann und Kurt Zips die Hauptfiguren. Die Gesangsparts wurden nicht vertont, sondern blieben unübersetzt. Diese Version wird seit 2005 kaum noch ausgestrahlt und stattdessen durch eine zweite Synchro mit den Sprechern Sven Plate und Hans-Jürgen Wolf ersetzt, die darin auch singen.

## Rezeption
Nach Veröffentlichung wurde Der Ring der Niegelungen in den USA positiv aufgenommen. Ein Rezensent des Motion Picture Exhibitor, einer Filmzeitschrift aus Philadelphia, bezeichnete die Produktion als „meilenweit über dem Durchschnitt“, der Film werde sich zudem zum „Liebling des Programmkinos“ entwickeln. In den Jahren danach wurde Der Ring der Niegelungen zum Zeichentrickklassiker, der oft als Jones’ beste Produktion gilt. Laut Roger Ebert schreibe der Film Trickfilmkonventionen um. Er bezeichnete die Grafik als sensationell, die Produktion enthalte überraschende, leise Momente, unter anderem Elmers Trauer über Bugs’ Ableben. Jones komme dem Bruch mit der Elmer-Bugs-Formel gefährlich nahe und zeige die Realität ihrer „sisyphoschen Rivalität“ auf. Chris Pearson von der RadioTimes befand, dass der Prunk der Oper zwar durch die „Cartoon-Vulgarität“ durchbrochen werde. Allerdings werde das Genre dennoch respektiert, unter anderem durch das bemerkenswerte Szenenbild, die sorgfältig recherchierten Tanzszenen und die großartige Zusammenfassung von Wagners Werk. Der Film sei auch gegenwärtig ein beeindruckender Meilenstein. Der Animationshistoriker Steve Watt schrieb im Toronto Star, dass die Produktion der „beste Cartoon aller Zeiten sei“. Die Zeichnungen seien wunderschön, die Musik kraftvoll und bewegend. Der Hauptgrund, warum der Film derart begeistere, sei der Überraschungseffekt. Niemand erwarte von einem Bugs-Bunny-Kurzfilm, eine herrliche Liebesgeschichte zu sein, in der sich ein „lispelnder Wikinger-Hasenjäger“ in einen Frauenkleider tragenden Hasen verliebt. Matt Zoller Zeitz beschrieb Der Ring der Niegelungen im Slant Magazine als Kurzfilm und Epos sowie Parodie und aufrichtige Oper. Der Film sei ein perfektes Beispiel für eine Produktion, in der jede einzelne Szene zähle. Jones’ besitze eine „obsessive Vision der Vollständigkeit“ und habe eine filmische Version einer Oper erschaffen. Daneben wirkten Bugs und Elmer unter anderem dank Blanc und Bryan sowie subtiler Gesten nicht wie Zeichentrickfiguren, sondern wie menschliche Schauspieler.

## Auszeichnungen und Würdigungen
1992 wurde Der Ring der Niegelungen als vierte Zeichentrickproduktion nach Schneewittchen und die sieben Zwerge, Fantasia sowie Gertie the Dinosaur und als erster Trickkurzfilm von Warner Bros. ins National Film Registry aufgenommen. 1994 veröffentlichte der Animationshistoriker Jerry Beck sein Buch The 50 Greatest Cartoons: As Selected by 1,000 Animation Professionals. Darin beschrieb er die Hintergründe zu 50 bekannten Zeichentrickkurzfilmen, die zudem von 1000 in der Animationsindustrie tätigen Personen bewertet wurden. Der Ring der Niegelungen erreichte dabei den ersten Platz. 2002 erhielt der Film bei der nicht vollständig ernst gemeinten Verleihung The 1st Ever 13th Annual Fancy Anvil Awards Show Program Special (Live in Stereo) auf Cartoon Network eine Nominierung in der Kategorie Bester Cartoon.
Der Ring der Niegelungen ist Gegenstand der seit 1990 bestehenden erfolgreichen Konzertreihen Bugs Bunny on Broadway und Bugs Bunny at the Symphony. Bei diesen Konzerten werden Kurzfilme mit dem Hasen, in denen klassische Musikstücke vorkommen, vor Publikum auf einer Leinwand projiziert. Die Soundtracks spielt bei jeder Aufführung ein Symphonieorchester live ein.
2016 veröffentlichte Michael Phillips einen Artikel im The Wall Street Journal über den Einfluss von Der Ring der Niegelungen (von ihm nach Elmers Spruch Kill the wabbit genannt) auf Opernkünstler. Laut Phillips habe der Film eine ganze Generation von Sängern und Musikern inspiriert. Die an der Metropolitan Opera, San Francisco Opera und Washington National Opera tätige Mezzosopranistin Elizabeth Bishop erklärte, die Produktion als Kind nachgesungen zu haben. Diejenigen, die den Film in ihrer Jugend sahen und keine Angst vor dem „verkleideten Hasen auf dem fetten Pferd“ hatten, seien Opernsänger geworden. Ihre Kollegin Jamie Barton behauptete, dass der Film in ihr eine Liebe zur klassischen Musik entfachte. Vor Der Ring der Niegelungen sei sie nie mit dem Operngenre in Berührung gekommen. Michael Heaston, Pianist an der Dallas Opera und Berater für die Washington National Opera, beschrieb die Produktion als „Katalysator“ seiner Karriere. Er habe durch ihn und andere Looney Tunes-Filme gelernt, Geschichten mithilfe von Musik zu erzählen.